# جالکوت بالا
جالکوت بالا (به انگلیسی: Bar Jalkot) یک منطقهٔ مسکونی در پاکستان است که در خیبر پختونخوا واقع شده‌است.